# Leguán madagaskarský
Leguán madagaskarský (Oplurus cuvieri) je druh leguána, největší druh vyskytující se na Madagaskaru. V ČR jej chovají ZOO Plzeň a Zoo Brno.

## Charakteristika druhu
Druh dosahuje 25–30 cm (maximálně 40 cm) a váží 2 kg. Živí se převážně hmyzem, zřídka pak plody a listy rostlin. Páření probíhá 3 týdny po zimním období. Samice klade 3 vejce, která zahrabává do lehce vlhkého substrátu; při inkubační teplotě 29 stupňů se mláďata líhnou za 70–75 dnů.
Vyskytuje se na západní části Madagaskaru a od centra ostrova až na hranici východního deštného pralesa. Obývá suché lesy, kde šplhá na větší větve stromů či hledá úkryt v dutinách kmenů; lze ho zastihnout také v otevřené krajině na skalách či na zemi.